# Živnostenská strana
Živnostenská strana (ŽS) je slovenská mimoparlamentní politická strana.
Předsedou strany je Ján Žoldák.

## Historie
Strana byla zaregistrována na ministerstvu vnitra 16. února 1998 pod názvem Béčko - Revolučná robotnícka strana (B-RRS). V krátkém období od 3. října do 7. listopadu 2006 vystupovala pod názvem Živnostenská strana SR.

## Volební výsledky

### Parlamentní volby
| Volby | Počet hlasů | Hlasy v % | Počet mandátů |
| ----- | ----------- | --------- | ------------- |
| 1998  | 4 391       | 0,13 %    | 0             |
| 2002  | 2 818       | 0,09 %    | 0             |